# PUNISHER
『PUNISHER』（パニッシャー）は、佐渡川準による日本のファンタジー漫画作品。

## 作品概要
佐渡川の第2作目となるファンタジー漫画。『週刊少年チャンピオン』（秋田書店）にて、2008年10号から2009年21・22合併号まで連載された。単行本は全7巻。7巻の巻末のおまけページで大まかな伏線の解説がある。
なお本作は佐渡川がデビューする前に『週刊少年チャンピオン』に投稿した作品を大幅にリメイク、連載作品としたもので元の作品執筆時からすると作者の代表作『無敵看板娘』より以前に作られた作品ということになる。

## 登場人物

### 主要人物
アルト（Alt）
主人公。14、5歳ぐらいの少年。出稼ぎに出たまま帰ってこない母親を探すため、サンサディアを目指してミルキィと共に旅をしている。基本的には優しい性格だが、年相応の精神力のもろさで感情に流されやすい。ルールを守ろうとする真面目さもあるが、優柔不断で状況に流されやすい（ミルキィからはエセ平和主義者と皮肉られた）。さらに田舎育ちと臆病な性分から、人の視線や気配を感じやすい。故郷では狩猟で生活していて、村から虐めを受けていたようである。
ミルキィに万引き、無賃乗車を止めるように促すものの案外ケチである。大剣で大型の動物を倒したり兵士を気絶させたりと、戦いには慣れた素振りがある。戦いや自身の事を話す時に冷めた表情をする。両手に長い手袋のようなものを着けていて、中身については不明（7巻のおまけページのイラストでは手袋の中身は生身ではなく機械だった）。バンダナを巻いていて、中には大ボリュームの髪が収納されている。
その正体は死神学者（ディステリア）によって作られた魔導具（アトモスツール）であり、壮剣カーヴィナルを携え死神を倒す役目を持った神刑執行人（パニッシャー）である。 かつて東方の姫君が生身であったため、カーヴィナルを発動するためだけに力を使い果たし、剣の中に魂が残ってしまったという過ちを繰り返さないために魔導具を使う魔導具を作ったらしい。
壮剣ガーヴィナル
父親の形見。鞘は無く、普段は布に巻いて目立たない様にしている。日用品などに使う分には問題無いが、技の使用については父親から禁じられている。不思議な力が宿り、技を使う時には女性の幻影がアルトの背後に現れる。アルトはミルキィと出会って初めて見たと言っていることから、この技は魔法（ディソーサ）には当たらないらしい（アルトが認識していないだけかもしれない可能性も）。またこの大剣でウォーゼルの領地の城壁を破壊した際、自身も驚いた表情を見せていた事からこの大剣の力を熟知しているわけではないようである。
とても重いらしく、大鎌を片手で振り回していたミルキィでさえその重量に驚いていた。ただしアルト自身は薪割り用の鉈と重さは変わりないと言い、片手で軽々と持っている。銭形平次ばりの「投げ銭」を見る限り、かなりの豪腕のようである（ただしミルキィとの会話において「そんなに重かったら持って旅なんてできない」と発言している辺り、剣そのものが使用者を選び体感重量を変えている可能性も高い）。
その正体は500年前に死神を封印した最強のアトモスツール。ウォーゼルやグロゼオら八戦聖はこの剣について何か知っているようである。
ミルキィ（Milky）
ヒロイン。「死神」になるのが夢で、死神の聖地であるサンサディアを目指してアルトと共に旅をしている。年齢や素性については不明。アルトとは正反対に傍若無人で、理由さえあれば窃盗すら正当化してしまうトラブルメーカー。しかし根はポジティブで楽観的、喜怒哀楽の表情がハッキリとしていて本作のムードメーカーの役割も担っている。「死神」を目指しているだけに大鎌を武器に戦う（しかし言動から殺人は未経験の様子）。ディソーサも使えるが、その事についてアルトから尋ねられると顔を曇らせて黙り込んでしまう。父親に監禁されていた過去があり、これが魔法を修得する事と関係している模様。戦闘ではディソーサを使用した、空中でのさらなるジャンプを度々使用している。
大鎌
ミルキィの背丈ほどもある鎌。アルトの大剣と同様に普段は布に巻いている。船や街中でアルトと出会った時には手に持っている様子は無かったため、魔法で収納しているものと思われる（ただし重量だけは変えられないらしい）。それ以外には爆竹を所持。

### 八戦聖
天神力のスキ（Suki）
天神力の使い手。ルウォール国の王女で、正統王位継承者。まだ王位に就いては居ないが、家来からは陛下と呼ばれて現在のルウォール国で一番偉い人。外遊で船旅をしていた。誕生日がルウォールの建国記念祭と同時期。ルウォールに熱い心情を持ち、国民からの人望もある。二股に分かれた帽子を被り、鈴のイヤリングを着けている。
空王シャフォー
スキからの紹介でアルト達にサンサディアへの案内を依頼された人物。「空王」とは称号で、どこかの国の王様と言う訳ではない。
妖蛇グロゼオ
肩に蛇の彫刻をされた甲冑を着け、布で目隠しをしている。スリム体系。アルトの剣と父親の死の真相を知っている。
コロンにそっくりな妹、リュームという妹がいた。
雷獣ザイナーハ
肩幅がガッチリとしており、胸元にライオンの様なエンブレムがある。グロゼオと同じケープを羽織っている。彼もまたアルトの剣と父親の死の真相を知っている。
幻惑蝶のエリュミーヌ
未登場。19話のスキの解説で名前だけが判明した。
銀鯨バルハーク
銀鯨海の覇者。冷気と熱を自在に操る槍を振るう。過去のある経験から海蛮を憎み倒し続けるが…。19話のスキの解説で名前だけが先に出ていた。
勇者アルシス
未登場。19話のスキの解説で名前だけが判明した。
赤鷹のウォーゼル
リブリを治める領主。気さくで奔放な性格。アルトの大剣について何かを知っている様子。アルトとミルキィに興味を示し、暇潰しに戦いを申し出る。アルトに敗れ、戦いが終わった後は2人に多額の旅費を支給する。もっともアルトには本気を出さず彼の実力を見たかっただけのようである。
昔はアルト達と同じく、旅をしていたらしい。アルトとミルキィに出会うことを心待ちにしていたらしく、2人が時代に選ばれた存在で世界を変えるほどの逸材だと予想している。
本人の気まぐれではあるが、城の修理を自ら進んでやったりもする。スキとは領主と言う立場上、顔馴染であるらしいが仲良しと言う訳ではないらしい。
ヤヤナーナでは何故か急に現れる。

### その他
アルトの父
故人。何者かによって殺害されたらしい。グロゼオとザイナーハはその真相を知っている。狩猟生活をしていた事で村から虐められていた。目が見えない。
アルトの母
現在行方不明。盲目の夫に代わって出稼ぎに出たが、それ以来連絡も無く帰ってこない。サンサディアに彼女の手がかりがあるらしく、アルトはそこを目指して旅をしている。
キャプテン / 白ヒゲ
アルトとミルキィが乗っていた船の船長。船では「キャプテン」や「白ヒゲ」と呼ばれている。気前が良く、白い髭が特徴。
ティリ
ウォーゼルの家の執事。杖を突いた白髭の老人。髪型はリーゼントにセットしている。ウォーゼルの気まぐれに、よく付き合わされている様子。スキ宛にアルトとミルキィについての手紙を送っている。
カッツ・ファイアボウル
アルトと同じ地域の出身者で、幼馴染。好戦的でカッとなりやすい性格。常に強者を求めて戦い、地元ではアルト同様に浮いていた。その強さゆえに手下が何人か居たようだが、仲間ではなかったようである。地元ではアルト以外の敵を全て倒してしまい、残るアルトに勝負を挑むもいつも断られていた。その後、アルトが村を離れたのを知り1ヶ月もの間探し続けていた。その執着ぶりから、ミルキィに「ホモ」と突っ込まれている。登場人物の中で、唯一名字が判明しているキャラである（イリリアは単行本のおまけページに名字が出たのみで本編では記述なし）。火炎型の魔導具を所持している。アルトとの戦いに水を注したスキに勝負を挑むが、天神力で粉砕される。43話で雷獣ザイナーハとヤヤナーナで戦う。犬とのコンビはなかなかいい。
容姿は作者の前作『無敵看板娘』に登場する西山勘九郎の中学生の時の姿に似ている。なお、ドイツ語でカッツ（katze）とは猫という意味。『無敵看板娘N』の最終回で次回作の予告をした際、カッツと連れの犬と思しき後姿がアップで登場していた。
強くなりたいという願望を持っているのは亡くなった父の背中を追うため。
ブレスレットと手袋
カッツが着用している魔導具。父の形見。「E」、「P」、「S」、「B」と言うダイヤルがありダイヤルによって異なる機能を発揮する。「E」はエクスプロード（explode）で拳から炎を出すことができ、威力は調整可能。「S」はショット（shot）で空気弾のような弾丸を撃ち出すことができる。「P」はペネトレイト（penetrate）で熱線を発射する。「B」はバルカンといい、瞬間的に連続攻撃を繰り出す（「P」と「B」については44話登場）。アルトと出会った頃には既に着用していたらしい。
ビッツォ
カッツが「相棒」として連れている犬。カッツと同様に、作者の前作『無敵看板娘』に登場する敏行に姿が似ている。
バーバルオン唯一の生き残り。（後にまだほかにも生き残りがいると判明）
イリリア・フランソア
カスィートの食堂で働く女性。アルトとミルキィに食事をおごったり、カッツに酒を出したりと気前のいい性格。
食堂で暴れていた酔客を追い払ってくれたカッツを気に入った模様。
タナキ
スキの側近。「無礼者～!」が口癖。
マクスウェル
水泳大会の優勝者。しかしゴールと同時に、大時計台から脱出したアルトとミルキィと激突して気絶してしまう。また、表彰は気絶したまま行われた。
超人ワンダー（Wonder）
ルウォールに突如現れた覆面の男。スキの天神力で拘束されていたカッツを何故か蹴って助け出す。逆上したカッツのショットを素手で弾いたり、空を飛んだりする。スキはワンダーの正体に気付いているようであった。
派手な名乗り口上とおどけた態度で対戦相手をからかうこともあるが相手が本物の悪党であると見たときはおどけるそぶりは消して本気で怒り、素顔まで出して真の実力をもって敵に対峙する。
その正体はリブリの領主で、八戦聖の1人でもあるウォーゼル。
エル
ヤヤナーナの考古学者助手を務める女性。理知的な風貌だが、眼鏡を外して服も着替えると大胆な性格を見せるグラマー体型美女。
過去に遺跡で行方不明になった兄を探すため、考古学者の助手になった。戦いでは鞭を使いこなしてかなりの実力を見せる。
ゼロハート
死神と恐れられる男。グロゼオとザイナーハを従えている。

### 7巻おまけページでのみ出てきたキャラクター
カッツの父
名前は不明。近隣で暴れる怪獣バーバルオンを警備兵として退治に行ったきり帰ってこない。
コロン
サンサディアの隣国ハドランドで警備兵の中にいたアルトの幼馴染。魔導具を持っている。
妖蛇クロゼオを倒すために魔導具を使って自爆。彼女の魔導具は後に密かにコロンのことを想っていたカッツに引き継がれる。

## 用語
魔法（ディソーサ）
作中内に登場する術。使用者はあまりいないらしく、現時点ではミルキィとスキのみが使用者と判明している。ただしスキの術は天神力（てんじんりき）といい、魔法の一種と思われる。属性的な概念は今のところ無く、空気や炎など特定の術に対しての得意・不得意は見られない。明確な基準が言及されておらず、アルトの大剣の技がこれに当たるかは不明。
死神
ミルキィの目標である存在。500年前に世界中を破壊し、惑星の半分の生命を死滅させた存在だと言われている。ルウォールの地下水路に壁画があり、そこでは巨大な鎌らしきものを持っていて文字が彫られている。壁画には複数描かれていて、少なくとも2体存在しているのが確認される。既に死神に関する文献は数少なく、手がかりはサンサディアにあるとされる。
八戦聖（はっせんせい）
伝説の修羅と呼ばれ、世界で最も強い8人の戦士。
魔導具（アトモスツール）
魔法を発動させる武具。カッツのブレスレットと手袋がこれにあたる。

### 地名
港町リブリ
ウォーゼルが治める小さな港町。大陸の玄関口として活気に溢れている。2、3年間牢獄が使われずに済んでいるほど治安がいいらしいが、実際にはスリなどがいる辺り、単に警察が無能なだけなのではという節がある。
サンサディア
アルトの母の手がかりがあると言われる国。ミルキィが道中の船の上で聞いた話によると、死神に関する遺跡や文献の宝庫で死神の「聖地」とされている。アルトとミルキィが目指している土地だが、2人とも場所や行き方を知らなかった。スキの助言により、カスィートからヴァウシーフの大海を越えてすぐ北にあることが判明。
水の国ルウォール
リブリの近くにある国。別名「世界の水源」。建国500年を迎える王国で、首都の名前はカスィート。アルトらが訪れたのは建国記念祭と王女の誕生日が重なる時期であり、さらには水泳大会も行われていた。活気のある市場が軒を連ねているが、周辺の道中には崩れた古い建物が放置されていたりする。
スキの居城を兼ねる大時計台があり、地下水路の水流を動力に時計を動かしている。地下水路の奥には死神を描いた壁画がある。スキによれば、ルウォールは500年前に死神によって一度滅んでいる。
ヴァウシーフの大海（Vowsheaf Ocean）
ルウォールとサンサディアを挟む大海。謎の黒い球体によって現在航行を妨げられている。
ハドランド
サンサディアの東にある国。スキが外遊で訪問していた。
ヤヤナーナ
ルウォールの東にある国。ルウォールの国境付近にはキルエンテという町があり、シャフォーの手がかりがある。
カイルン遺跡
銀鯨海

### 生き物
基本的に現実世界の生き物に似ているが、名称やデザインが異なる。
鹿（?）
前足の筋肉が太く、角が枝分かれしていない。
ヒマシスカ
熊に似た猛獣。巨体で肉食動物と思われる。リブリ周辺に野生として生息していたことをアルトは疑問に思っている。アルトの故郷周辺にも生息している。
ムーア
兎に似た小動物。群れで行動し、危険時には警戒音を出す。
魚（?）
実際の魚より頭が大きい。
馬（?）
鬣（たてがみ）が長く、胸元まで生えている。
犬（?）
実際の犬に漫画的なデフォルメがなされているだけで、骨格などは普通のフレンチ・ブルドッグと同じ。作者の前作『無敵看板娘』に登場した敏行にそっくりで、体が小さくなった以外でのデザインの変更は無い。

### その他
警察
基本的に現実の警察の制服と同じであるが、デザインが多少異なる。特に帽子や左胸についているエンブレムは国や街ごとに異なる。
用心棒（バウンサー）
食堂などで嫌がらせや酔客を追い払う事を職業とする人。
謎の黒い球体
ヴァウシーフの大海に発生した、人の頭の形をした黒い球体。海上に浮かんでおり、その周辺では魚や鳥が消滅し生物が近付くことができなくなっている。時間を追うごとに肥大化しているらしい。

## 単行本
1. 2008年7月8日刊行 ISBN 978-4-253-21441-4
2. 2008年7月8日刊行 ISBN 978-4-253-21442-1
3. 2008年10月8日刊行 ISBN 978-4-253-21443-8
4. 2009年1月8日刊行 ISBN 978-4-253-21444-5
5. 2009年3月6日刊行 ISBN 978-4-253-21445-2
6. 2009年5月8日刊行 ISBN 978-4-253-21446-9
7. 2009年6月8日刊行 ISBN 978-4-253-21447-6